# Apataniana bulbosa
Apataniana bulbosa är en nattsländeart som först beskrevs av Martynov 1918.  Apataniana bulbosa ingår i släktet Apataniana och familjen Apataniidae. Inga underarter finns listade i Catalogue of Life.